# Els van Breda Vriesman

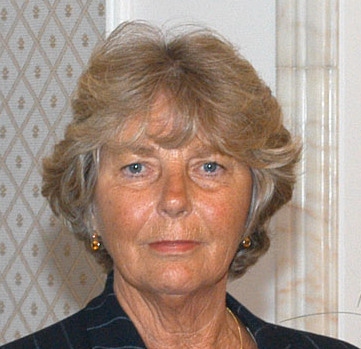
2006

Els van Breda Vriesman (* 18. März 1941) ist eine niederländische Juristin und Sportfunktionärin. Von 2001 bis November 2008 war sie Vorsitzende des Welthockeyverbandes (FIH) und in dieser Funktion auch Mitglied des Internationalen Olympischen Komitees.
Van Breda Vriesman engagiert sich seit 1982 als Funktionärin im Sport. Von 1982 bis 1994 war sie Vizepräsidentin des niederländischen Hockeybundes (KNHB). Beim Ausscheiden aus ihrem Amt wurde sie zu dessen Ehrenmitglied ernannt. Zudem gehörte sie von 1989 bis 1993 dem Führungsgremium des niederländischen NOK an.
| Personendaten    | Personendaten                                  |
| ---------------- | ---------------------------------------------- |
| NAME             | Breda Vriesman, Els van                        |
| KURZBESCHREIBUNG | niederländische Juristin und Sportfunktionärin |
| GEBURTSDATUM     | 18. März 1941                                  |